# Thomas Grey
Thomas Grey (1455. – 1501. szeptember 20.) Ferrers of Groby 7. bárója, Huntingdon 1. grófja és Dorset 1. márkija. 
Szülei: Sir John Grey és Elizabeth Woodville, a későbbi IV. Eduárd angol király leendő felesége. Egy édestestvére volt, Richard Grey (született 1460-ban), akit Gloucester hercege, a későbbi III. Richárd angol király Pontefract kastélyában 1483-ban kivégeztetett. Anyja 17 évesen, 1452-ben ment nőül Sir Greyhez, aki 1461-ben, mindössze 29 évesen meghalt a St. Albans-i csatában. Ezután Elizabeth 1464-ben hozzáment Yorki Eduárdhoz, akinek 10 gyermeket szült, akik mind Thomas féltestvérei voltak.
Anyja előnyös házassága a királlyal rendkívül megszilárdította társadalmi rangját és pozícióját, akárcsak az, hogy féltestvére, V. Eduárd angol király 1483-ban, hacsak rövid időre is, de trónra került IV. Eduárd halála után. Csakhogy a trónkövetelőként fellépő Richárd herceg, a néhai király öccse letaszította a trónról a csupán 12 éves királyt, és saját magát nyilvánította Anglia uralkodójának, a királyfit pedig annak öccsével, Richárd yorki herceggel együtt a Towerba záratta, s később állítólag megölette mindkét gyermeket, hogy azok felnőttként ne szíthassanak trónviszályt ellene a korona megszerzése érdekében. 
Grey  még azon esztendő késő nyarán csatlakozott a III. Richárd ellen irányuló Buckigham herceg-féle összeesküvéshez, melynek végeredményeképpen egy újabb trónkövetelő, egy bizonyos Tudor Henrik gróf partraszállt Angliában, hogy letaszítsa trónjáról Richárdot, mely sikerült is neki a csatatéren, mivel a király meghalt harc közben. A trónralépő VII. Henrik angol király nőül vette Thomas féltestvérét, Erzsébetet. Habár Richárd trónfosztása sikeres volt, az ellene szőtt összeesküvés egyik résztvevőjeként Grey jobbnak látta, ha egy ideig Franciaországba megy, míg sógora, Henrik király trónja kellőképpen megszilárdul az angol nép körében, elvégre az uralkodó nem angol volt, hanem walesi származású, így hát idő kellett, míg az angolok elfogadták őt törvényes uralkodójuknak. Thomas 1466 októberében, Greenwich-ben nőül vette Anne Hollandot, Exeter 3. hercege és Yorki Anna hercegnő leányát. (Érdekesség, hogy Anna Richard Plantagenet és Cecily Neville leánya volt, Cecily pedig IV. Edward egyik húga.) Anna fiatalon és gyermektelenül halt meg, így 1474-ben Grey újranősült. Ezúttal Cecily Bonville-t, Bonville 2. és Harington of Aldingham 7. bárónőjét vette el, aki 1460 körül születhetett, Katherine Neville és William Bonville, Harington 6. bárója leányaként. A Cecily-vel kötött frigyből 7 fiú és 7 lány született: Edward, Anthony, Thomas, Richard, John, Leonard, George, Cecily, Bridget, Dorothy, Elizabeth, Margaret, Eleanor és Mary. 
A gróf 1501. augusztus 30-án, csupán 45 évesen hunyt el, és Warwickshire-ben temették el. Második felesége, Cecily túlélte őt, és újból férjhez ment, ezúttal Henry Stafford-hoz, Wiltshire későbbi grófjához, ám ebből a frigyből már nem születtek további gyermekei. Thomas nevű fia lett annak a Henry Greynek az apja, kinek lánya, Lady Jane Grey 9 napra Anglia királynője volt, míg I. Mária angol királynő le nem taszította őt a trónról, s ki nem végeztette a fiatal, csupán 16 éves asszonyt, Guilford Dudley feleségét. (Jane édesanyja VII. Henrik unokája volt, aki Thomas Grey édesanyjának második házasságából származó leányát, Erzsébetet vette nőül.)